# プレミアリーグ プレビューショー/ハイライト
プレミアリーグ プレビューショー（PREMIER LEAGUE PREVIEW）およびプレミアリーグ ハイライト（PREMIER LEAGUE REVIEW）は、イングランドのサッカーリーグ・プレミアリーグの情報番組である。制作はIMGの番組制作部門・TWI / IMG MediaとFAプレミアリーグ(FAPL)の合弁であるPremier League Productions(PLP)である。
プレビューショー、ハイライトともに全編VTRによる構成。ハイライトでは、全試合で試合直後の監督（選手の場合もあり）へのインタビューが放送されるのが特徴である。

## 日本での放送
2013年10月現在、J SPORTSで放送されている。
初回放送は原則としてプレビューショーはJ SPORTS 2で土曜20:00 - 20:30。ハイライトはJ SPORTS 2で月曜21:00 - 22:00（いずれも試合のない週は休止）。
1997年のSKY sports（現J SPORTS 4）開局よりハイライトの放送を開始。
1998年4月、SKY sports1・2（現J SPORTS 1・2）開局とともに、プレミアリーグ中継に加えて、プレビューショーの放送を開始。
プレミアリーグの放映権は2001/02シーズンよりスカパー!に移行したが、プレビューショーおよびハイライトはそのまま引き継がれ、パーフェクト・チョイス（現スカチャン）にて放送された（2003/04シーズンまでJ SPORTSでも放送されていた）。
2007/08シーズン、J SPORTSがプレミアリーグの放映権を獲得したことにより、J SPORTSでの放送が再開された。
2008/09シーズン以降のオフシーズンには、同じ制作チームによる「プレミアリーグ・ワールド」（オフシーズンの情報番組）が放送されている（初回放送 J SPORTS 2 木曜22:00 - 22:30）。
J SPORTSでの日本語ナレーションは、スカパー!に移行していた時期を含めてニック・ホーンビィの翻訳で知られる翻訳家・音楽ライターの森田義信がボイスオーバーも含めて担当している。注目度の高い試合のハイライトでは試合に入る前に「では、ハイライトをどうぞ」とコメントした後、英語による実況をそのまま流す。英語実況は日本語字幕なし。森田は2009/10シーズンより次節放送カードの番宣ナレーションも担当している。
2013年3月30日より2012/13シーズン終了まで、FOX bs238でもプレビューショー（土曜19:57 - 20:24）とハイライト（月曜24:00 - 25:00）の放送を行っていた。日本語ナレーションはFOX SPORTS制作による独自のものである。